# Gabrovnik
Gabrovnik – wieś w Słowenii, w gminie Slovenske Konjice. W 2018 roku liczyła 217 mieszkańców.